# Rotes Flämisches Rind
Das Rote Flämische Rind ist eine vom Aussterben bedrohte belgische Rinderrasse.

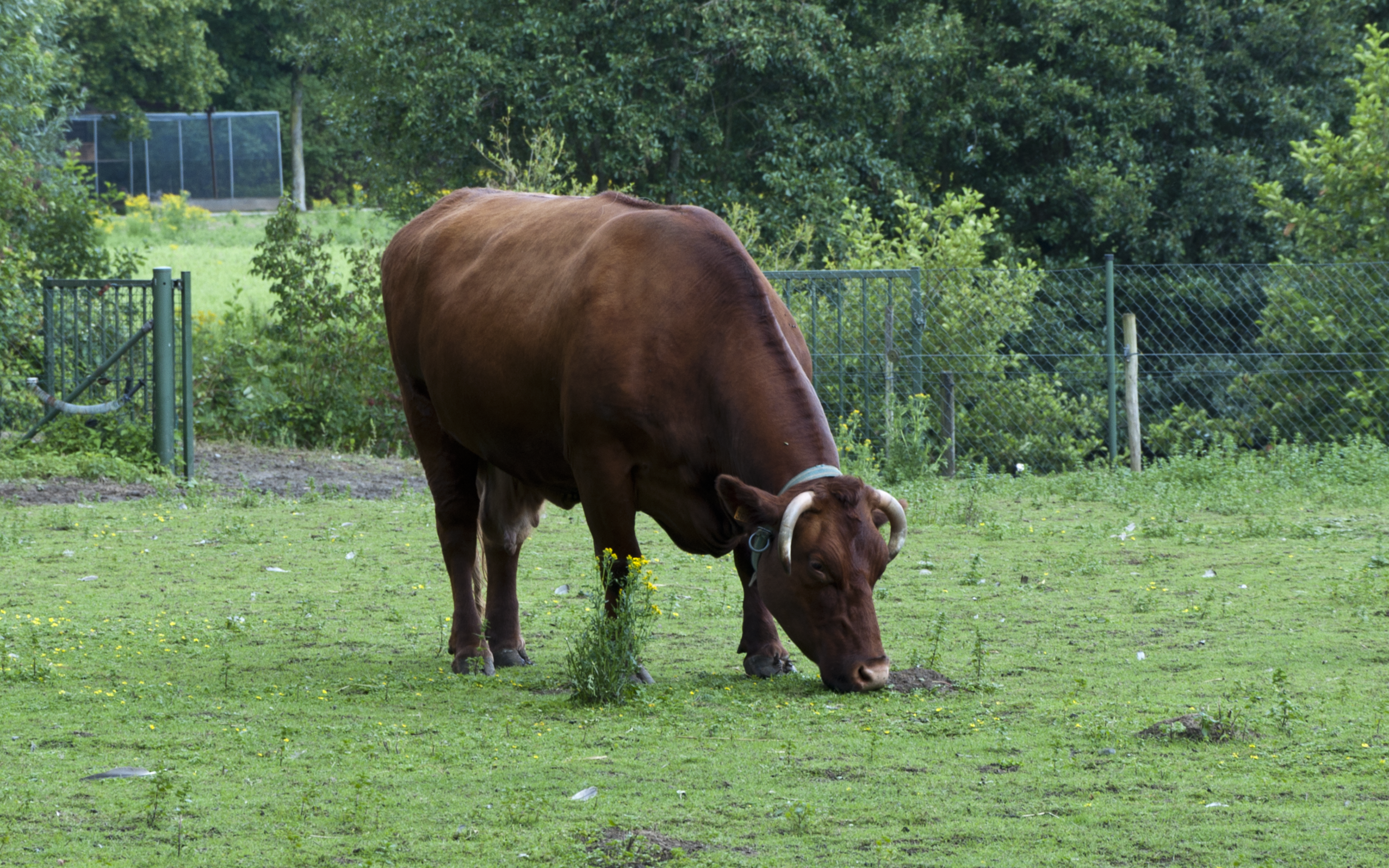
Rotes flämisches Rind, beim Weiden

## Merkmale
Die Tiere sind einfarbig rot, gelegentlich mit wenigen weißen Flecken an Kopf, Brust, Bauch und Beinen. Die Kühe besitzen bei einem Gewicht von ca. 700 kg eine Widerristhöhe von ca. 140 cm, ausgewachsene Bullen bei einem Gewicht von ca. 1200 kg eine Widerristhöhe von ca. 150 cm. Die Leistung der Kühe betrug 1986 im Durchschnitt ca. 5000 kg Milch bei 4,03 % Fett und 3,35 % Eiweiß. Die Rasse wird zur Milcherzeugung und zur Fleischproduktion verwendet.

## Herkunft und Verbreitung
Das Rote Flämische Rind ist eine alteingesessene Rasse in Flandern und wurde ab 1920 als Herdbuchzucht betrieben. 1986 gab es etwa 50.000 Kühe. Deren Bestand nahm rapide ab, sodass im Jahr 2001 weniger als 100 Kühe vorhanden waren.